# Волгоградская областная специальная библиотека для слепых
Волгоградская областная специальная библиотека для слепых — первая библиотека для слепых в Волгограде. Библиотека имеет 25 библиотечных пунктов в городе и области. Применяются различные формы библиотечно-информационного обслуживания: кружки громкого чтения, доставка книг на дом сотрудниками библиотеки, пересылка книг по почте читателям отдаленных населенных пунктов. Входит в Российскую библиотечную ассоциацию.

## История
17 января 1953 года Совет министров РСФСР принял постановление «О мероприятиях по улучшению культурно-бытового обслуживания слепых», в котором предусматривалась организация специальных библиотек в областных, краевых и республиканских центрах. В Волгограде был создан маленький библиотечный пункт при областном правлении ВОС. В декабре 1962 года был издан приказ областного управления по культуре о создании Волгоградской областной специальной библиотеки для слепых.

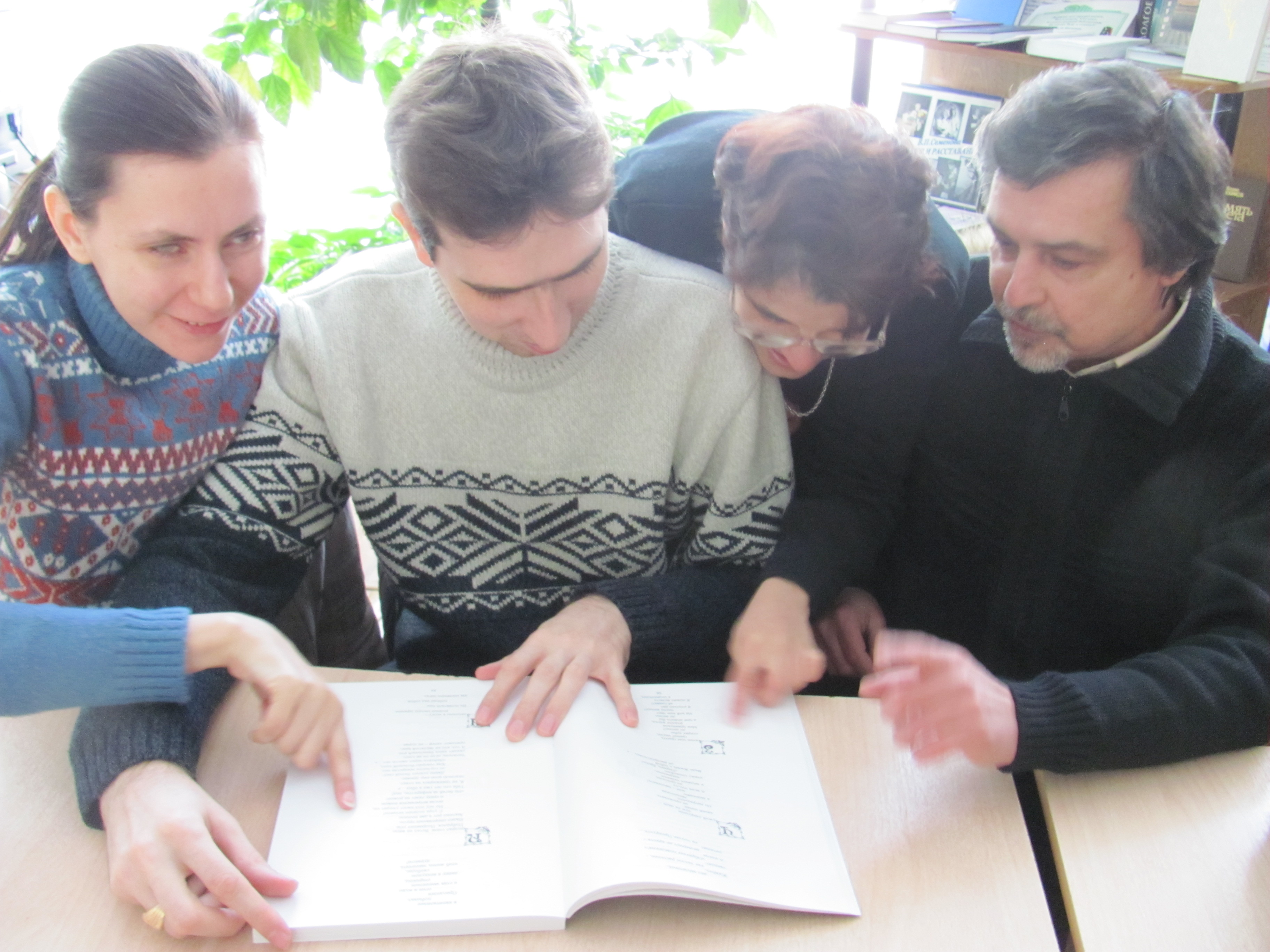
Волгоградская областная специальная библиотека для слепых

Торжественное открытие библиотеки состоялось 19 октября 1963 г. в новом здании по ул. Невская, 7. Библиотека объединила около 800 читателей, фонд составлял примерно 10000 единиц хранения. В 1964 г. при библиотеке было организовано 23 библиотечных пункта по обслуживанию инвалидов по зрению. В 1985 году число читателей составляло свыше 4000 человек, фонд — 80 тысяч экземпляров.
В 1997 году ВОСБС возглавила Лигус Зара Дмитриевна, с приходом которой начался новый этап развития. Значительно расширяется система нестационарного обслуживания, создаются библиотечные пункты в домах милосердия, домах инвалидов. Библиотека начинает обслуживать маломобильных людей через социальных работников, происходит компьютеризация библиотеки с подключением к сети интернет, что позволяет значительно усовершенствовать обслуживание инвалидов по зрению.
В 2001 году на базе библиотеки проводится международная научно-практическая конференция «Информационные ресурсы специальных библиотек: производство и распространение». На конференции была выработана единая тактика специальных библиотек в производстве и распространении репродуцированных изданий для незрячих, намечены основные направления комплексной модернизации и дальнейшего развития.
В 2002 году библиотека приобретает статус информационного центра. Оборудуются автоматизированные рабочие места незрячих специалистов и пользователей, в работе используется сетевая версия автоматизированной информационно-библиотечной системы «АС - Библиотека-3», которая специально адаптирована для обслуживания незрячих и слабовидящих читателей.
В 2004 году библиотека проводит межрегиональную научно-практическую конференцию «Специальная библиотека как центр социокультурной реабилитации и интеграции инвалидов с помощью новых и традиционных технологий».

## Фонд библиотеки
Библиотека имеет уникальный фонд, насчитывающий более 172 тысяч единиц хранения, состоящий из изданий рельефно-точечного и укрупненного шрифта, «говорящих» книг на аудиокассетах и электронных носителях, рельефно-графических пособий и оснащена необходимым тифлооборудованием для компенсации слепоты: тифломагнитофоны, тифлоплееры, тифлофлэшплееры, «читающая» машина, электронная лупа, брайлевские принтеры. Оборудованы автоматизированные рабочие места незрячих специалистов и пользователей с программой экранного доступа «JAWS». Благодаря русификации, эта программа получила широкое распространение, и у незрячего человека появилась реальная возможность самостоятельно работать за компьютером.